# Diagramme de Latimer

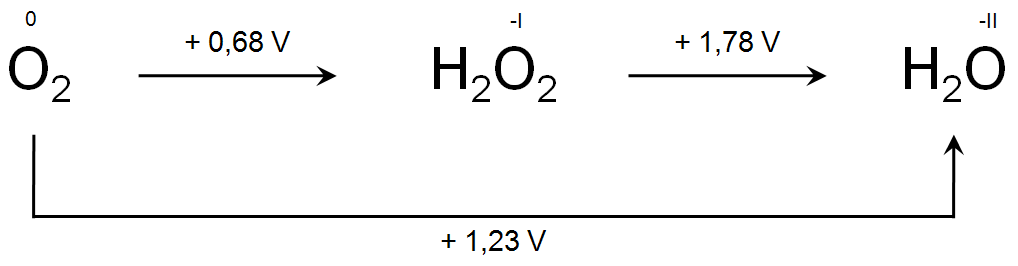
Diagramme de Latimer de l'oxygène.

Les diagrammes de Latimer représentent le long d'un axe les différents états d'oxydation d'une même espèce chimique (généralement un élément). Leur nom fait référence à Wendell Mitchell Latimer, à l'origine du concept d'état d'oxydation.